# Clanoptilus marginellus
Clanoptilus marginellus is een keversoort uit de familie van de bloemweekschilden (Melyridae). De soort komt voor in het grootste deel van Europa, waaronder de Benelux.

## Uiterlijke kenmerken
Clanoptilus marginellus is met een lichaamsgrootte van 5 tot 6,5 millimeter een relatief grote bloemweekschild. Het lichaam is overwegend metaalgroen van kleur. De punten van de dekschilden zijn meestal oranjerood, maar kunnen ook geel zijn. Overwegend zijn ze lichter gekleurd dan de dekschildpunten van de sympatrische roodvlekweekkever (Malachius bipustulatus). Het halsschild van Clanoptilus marginellus heeft rode zijranden, waarmee deze kever zich onderscheidt van de meeste andere grote bloemweekschilden.